# Amphiacusta dissimilis
Amphiacusta dissimilis är en insektsart som beskrevs av Desutter-grandcolas 1997. Amphiacusta dissimilis ingår i släktet Amphiacusta och familjen syrsor. Inga underarter finns listade i Catalogue of Life.